# 律桂军
律桂军（1967年12月—），男，山东诸城人，中华人民共和国外交官，曾任中华人民共和国驻福冈总领事。

## 生平
1993年，进入中华人民共和国外交部工作，先后在外交部亚洲司、驻日本大使馆任职。2012年，任驻日本大使馆参赞。2015年，转任外交部亚洲司参赞。同年，任驻悉尼总领事馆副总领事。2017年，任驻日本大使馆公使衔参赞。2020年6月，出任中华人民共和国驻福冈总领事。2024年2月，自驻福冈总领事离任。